# 斗破苍穹
《斗破苍穹》為中國大陸網路作家天蠶土豆發布於起點中文網的玄幻網路小說，在該站獲得1億4千多萬的點擊率，成為起點第一本點擊破億的作品。該作於2009年4月14日開始連載，並於2011年7月20日發布最終回。2012年，鬥破蒼穹改編漫畫，由周洪滨与漫画家任翔联合编绘。
2017年1月，宣布電視劇開拍，该剧于2018年9月3日登陆湖南卫视首播。腾讯视频在当日24:00同步卫视更新，非会员则次日24:00更新。

## 情节
萧炎曾是萧家的天才少年，与云岚宗纳兰嫣然出生前便已定下婚约。萧炎十一岁时突然斗气倒退三年，原因是萧炎戒指中沉睡着的灵魂——曾经的大陆第一炼药师药老，吸收了萧炎的斗气使自己苏醒。萧炎被称为废人，被纳兰嫣然登门退婚，萧炎与纳兰嫣然约定三年之后前往云岚宗挑战。药老苏醒，萧炎拜药老为师。药老赐予萧炎他曾经在远古洞府获得的名为焚诀的功法，借助焚诀可以同时掌握多种异火，并且焚诀的等级会随着拥有火焰的增加而提升。
萧炎和青梅竹马薰儿被迦南学院录取，萧炎休学前往魔兽山脉历练，在那里结识小医仙，以及斗皇强者云芝，之后萧炎前往塔戈尔沙漠，结识了蛇人和人所生的后代青鳞。趁美杜莎女王与丹王古河为青莲地心火争斗时，萧炎将青莲地心火夺取，并得到美杜莎女王的跟随。之后萧炎帮助斗皇海波东恢复实力，得到其保护。在帝都炼药师交易市场，萧炎买到了含有天火三玄变的玉片。焚诀、天火三玄变以及异火，使得萧炎可以越境击败强者。
三年期满，萧炎来到云岚宗轻松打败纳兰嫣然，云岚宗长老云棱召唤出上任宗主斗宗云山，企图杀死萧炎，但萧炎有海波东、神秘斗皇凌影以及斗宗级别的美杜莎的保护，最终被放走。云岚宗长老云棱袭击萧家，使得萧炎父亲萧战下落不明。愤怒的萧炎再上云岚宗，并发现之前的斗皇云芝就是云岚宗宗主云韵。云棱称萧战并没有被自己带走，而是神秘消失。萧炎直接出手，然而这次不敌对方。萧炎被追杀，但最终被云韵放走。
萧炎前往黑角域，进入迦南学院。在学院，萧炎认识了化形成小女孩的魔兽紫妍等人，建立势力磐门。萧炎得知，萧家再次被云岚宗袭击，其背后有大陆最强黑暗势力——魂殿的支持，他们的目的是获取萧家的陀舍古帝玉。后来天焚炼气塔中的陨落心炎异动，萧炎被陨落心炎吞噬，在塔底沉睡一年最终收服陨落心炎。苏醒后的萧炎晋升为九星斗王，击败韩枫。萧炎联合加玛帝国各大势力攻打云岚宗，云山承认自己和魂殿勾结，并且萧炎父亲是被魂殿带走。萧炎击杀云山，药老被魂殿的鹜护法抓走，云韵将云岚宗解散。
三大帝国的毒宗、金雁宗和慕兰谷围攻加玛帝国，萧炎和美杜莎发现毒宗宗主正是小医仙，小医仙告诉萧炎自己是受魂殿指示，最后帮助萧炎化解危机。萧炎承诺帮助小医仙解决厄难毒体的问题，小医仙选择与萧炎同行。再次回到黑角域，萧炎击杀了韩枫并抓住其灵魂。之后萧炎一行人前往大陆强者聚集的地区——中州。
在中州，萧炎寻找各种宝物，四处历练，同时与魂殿对抗，最终救回药老并为其炼制躯体。魂殿的魂天帝试图称霸大陆，而萧炎建立天府联盟与之对抗。魂天帝最终集齐陀舍古帝玉，打开古帝洞府获得帝品雏丹成为斗帝。而萧炎通过天焚炼气塔塔底进入古帝洞府，获得古帝传承成为斗帝。萧炎集齐所有异火，在决战中封印了魂天帝。大战之后，萧炎与薰儿、美杜莎举行了盛大的婚礼。最后，萧炎等人打开一个外位面通道，穿越去了《大主宰》的世界。

## 角色
| 角色       | |
| 萧炎       | 本书主角，穿越者，带着成年人的记忆从地球转生到斗气大陆 [2]。本为天才少年，但从十一岁那年开始连续三年多莫名其妙地退化成斗之气三段，从此逐渐沦为遭人白眼的废柴。之后得知原因竟是有一个神秘的灵魂“药老”藏在萧炎母亲的遗物戒指中不断吸收他的斗之气，在药老停止吸收斗之气并答应帮他重展天资后，一年时间内突破至斗之气九段，震惊全城。后来萧炎以他的执着与信念闯荡大陆，一路历经坎坷，向着巅峰强者之途迈进，最终收服天下万火，成为万火之帝，号"炎帝"。 自尊心强，恩怨分明，早期饱受冷眼与嘲讽，性格较为激进，冲动易怒，后期随着实力的增强与阅历的丰富，逐渐成长为性格沉稳冷静，处事周全的强者。 |
| 药尘       | 男主角萧炎的老师。人称药老、药尊者，后称药圣，拥有“骨灵冷火”（后赠与萧炎）。星陨阁极少露面的阁主（副阁主为至交好友风尊者-风闲），初为九转斗尊巅峰强者，九品炼药宗师。因遭叛徒韩枫出卖而落难成为灵魂状态，潜伏于一个戒指中，后戒指辗转落入萧炎之手，在吸收萧炎三年斗之气后恢复意识。之后药尘一路帮助萧炎成长，将毕生斗技和炼药术倾囊相授，多次救萧炎于危难之中，成为萧炎一生中最敬重的老师。经萧炎炼制斗尊强者骨骸外加造化圣者手臂骨而复活，其实力提升至半圣，在服用了萧炎带回来的黄泉妖圣精血后晋阶成一星斗圣。                                                                           |
| 纳兰嫣然   | 曾与萧炎在未出生时就定下婚约，后因萧炎无法修炼而变成废柴后上门解约。在三年之约中输给萧炎，云岚宗解散后去中州闯荡，与萧炎再次相识的时候喜欢上萧炎，但有缘无份。 |
| 薰儿       | 萧炎的青梅竹马，实际是古族的大小姐，在幼年时被其父（古族族长）派去萧家，暗中寻找陀舍古帝玉。与萧炎生有一子，名萧霖。 |
| 美杜莎女王 | 加玛帝国塔戈尔大沙漠中的蛇人部落女王。原本计划利用青莲地心火冲击斗宗，但在进化为七彩吞天蟒后本体被萧炎收入带走，此后与七彩吞天蟒共存并留在萧炎身边。因萧炎融合青莲地心火与陨落心炎的后遗症发生关系，与萧炎生有一女，名萧潇。 |
| 小医仙     | 萧炎的红颜知己之一，体质为“厄难毒体”，只需吃毒药便可提升修为，但体内毒素会累积。后经药老指点将厄难毒体彻底炼化。 |
| 云韵       | 云岚宗宗主，纳兰嫣然的老师，曾在魔兽山脉的山洞与萧炎有过一段感情，后在云岚宗追杀萧炎时多次放水，且帮助萧炎拿到青莲地心火。 |

## 遊戲
- 《斗破苍穹：异火重燃》

## 评价
内江师范学院外国语学院副教授王改霞撰文指出，小说《斗破苍穹（英文版）》（英文：Battle Through the Heavens），萧炎作为其主要人物，以“成长的勇者”为其人物形象，符合海内外读者的期待；小说构造的“斗气大陆”以其天马行空的奇幻式想象，满足了海外读者对中国传统文化的想象，属于中西文化的结合。其英文版既有利于中国文化的传播，也有利于以网络小说为代表的通俗文学对中国文化的发展。